# Caio
Caio este un gen de molii din familia Saturniidae. 

## Specii
- Caio championi (Druce, 1886)
- Caio chiapasiana Brechlin & Meister, 2010
- Caio harrietae (Forbes, 1944)
- Caio hidalgensis Brechlin & Meister, 2010
- Caio richardsoni (Druce, 1890)
- Caio romulus (Maassen, 1869)
- Caio undilinea (Schaus, 1921)
- Caio witti Brechlin & Meister, 2010